# ۱۰۶۰ (میلادی)
۱۰۶۰ (میلادی) هزار و صد و شصتمین سال تقویم میلادی است.

## درگذشتگان
‎